# قائمة الفرق الألمانية في الحرب العالمية الثانية
تسرد هذه المقالة فرق الفيرماخت (القوات المسلحة الألمانية)، بما في ذلك هيير ولوفتفافه وكريغسمارينه، النشطة خلال الحرب العالمية الثانية.
يتم عرض الترقيات وإعادة التنظيم فقط لتحديد أسماء المتغيرات لما هو وحدة واحدة؛ يتم تأجيل الترقيات وعمليات إعادة التنظيم الأخرى إلى المقالات الفردية. نظرًا لنطاق هذه القائمة، لا يتم عرض تغييرات ما قبل الحرب، ولا يتم إجراء ترقيات من وحدات أصغر من الفرق. تدربت معظم هذه الفرق في برلين، وهو المكان الذي تم فيه الحفاظ على التكنولوجيا العسكرية الجديدة واختبارها.

## لا يتم عادة ترجمة هذه الأسماء
غرينادير
مصطلح تقليدي للمشاة الثقيلة.
ياغر
مصطلح تقليدي للمشاة الخفيفة (مترجم «الصياد»).
Gebirgsjäger
مصطلح تقليدي لقوات الجبال والتزلج.
لير
وحدة عرض / تدريب (ترجمة «تعليم»).
نومر
«الرقم» (انظر الوصف في أقسام سلسلة المشاة أدناه).
بانزر
درع (مترجم «المدرعة»).
شتورم
"Storm" أو "Assault" ("Translated" Storm ").
فولك
«الشعب» (مترجم «الشعب»).
ZbV
اختصار لـ "zur besonderen Verwendung" معنى «غرض خاص» (تترجم «للنشر الخاص»).
أستخدمت فولكس وشتورم وغرينادير أحيانًا ببساطة كصفات لبناء الروح المعنوية، غالبًا بدون أي أهمية لتنظيم أو قدرات الوحدة.

## الجيش (هير)

### فرق البانزر

#### فرق البانزر المرقمة
- فرقة بانزر الأولى
- فرقة بانزر الثانية
- فرقة بانزر الثالث
- فرقة بانزر الرابعة
- فرقة بانزر الخامسة
- فرقة بانزر السادس (الفرقة الخفيفة الأول سابقًا)
- فرقة بانزر السابع (الفرقة الخفيفة الثاني سابقًا)
- فرقة بانزر الثامنة (الفرقة الخفيفة الثالثة سابقًا)
- فرقة بانزر التاسع (الفرقة الخفيفة الرابعة سابقًا)
- فرقة بانزر العاشرة
- فرقة بانزر الحادي عشر
- فرقة بانزر الثانية عشرة (فرقة المشاة الآلية الثانية سابقًا)
- فرقة بانزر الثالثة عشر (فرقة المشاة الثالثة عشرة سابقًا، فرقة المشاة الآلية الثالثة عشرة؛ فرقة بانزر لاحقًا فيلدرهنرهال 2)
- فرقة بانزر الرابعة عشر (فرقة المشاة الرابعة سابقًا)
- فرقة بانزر الخامسة عشر (فرقة المشاة الثالثة والثلاثين سابقًا؛ لاحقًا فرقة بانزرجريندير الخامسة عشر)
- فرقة بانزر السادسة عشرة (فرقة المشاة السادسة عشرة سابقًا)
- فرقة بانزر السابعة عشر (فرقة المشاة السابعة والعشرون سابقًا)
- فرقة بانزر 18 (فرقة المدفعية 18 لاحقًا)
- فرقة بانزر التاسعة عشرة (فرقة المشاة التاسعة عشرة سابقًا)
- فرقة بانزر 20
- فرقة بانزر 21 (الفرقة الخفيفة الخامسة سابقًا)
- فرقة بانزر 22
- فرقة بانزر 23
- فرقة بانزر الرابعة والعشرون (فرقة الفرسان الأولى سابقًا)
- فرقة بانزر 25
- فرقة بانزر 26 (فرقة المشاة 23 سابقا)
- فرقة بانزر 27
- فرقة بانزر 116 ويندهند (فرقة المشاة السادسة عشرة سابقًا، فرقة المشاة السادسة عشرة الآلية، وفرقة بانزرجرينادير السادسة عشر)
- فرقة بانزر الإحتياطية 155 (الفرقة رقم 155، الفرقة رقم 155 (م.)، رقة البانزر رقم 155 سابقا)
- فرقة بانزر 178 (سابقا الفرقة رقم 178)
- فرقة بانزر الإحتياطية 179 (الفرقة رقم 179، الفرقة رقم 179 (الية)، وفرقة بانزر رقم 179 سابقا)
- فرقة بانزر 232 (فرقة بانزر تاترا سابقًا، فرقة التدريب بانزر تاترا)
- فرقة بانزر الإحتياطية 233 (الفرقة رقم 233 سابقا)، الفرقة بانزرجرينادير رقم 233، فرقة وبانزر رقم 233؛ لاحقا فرقة بانزر كلاوزفيتز)
- فرقة بانزر الإحتياطية 273

#### فرق بانزر المسمية
- فرقة بانزر كلاوزفيتز (الفرقة رقم 233 سابقًا (الية)، فرقة بانزرجرينادير 233، وفرقة بانزر رقم. 233، فرقة بانزر الاحتياطية 233)
- رقة بانزر فيلدرهنرهال (فرقة المشاة الستين سابقًا، فرقة المشاة الآلية الستين، وفرقة بانزرجرينادير فيلدرهنرهال)
- فرقة بانزر فيلدرهنرهال 2 (فرقة المشاة الثالثة عشر سابقًا، فرقة المشاة الثالثة عشر الآلية، وفرقة الدبابات الثالثة عشر)
- فرقة بانزر هولشتاين
- فرقة بانزر يوتابوغ
- فرقة كيمبف المدرعة (جزء من هير جزء من فافن إس إس)
- فرقة بانزر كورمارك
- فرقة بانزر ليهر (يُعرف أحيانًا باسم الفرقة 130 بانزر ليهر)
- فرقة بانزر ميونيخ
- فرقة بانزر دويبرتز، أعيدت تسميتها لاحقًا فرقة بانزر شليسين
- فرقة بانزر تاترا (لاحقًا فرقة التدريب بانزر تاترا، فرقة بانزر 232)

### فرق خفيفة
تسمية «خفيفة» (leichte) لها معان مختلفة في الجيش الألماني في الحرب العالمية الثانية. كان هناك سلسلة من 5 فرق خفيفة. كانت الأربعة الأولى عبارة عن تشكيلات ميكانيكية ما قبل الحرب تم تنظيمها للاستخدام كسلاح فرسان آلي، وكانت الخامسة مجموعة مخصصة من العناصر الميكانيكية التي هرعت إلى أفريقيا لمساعدة الإيطاليين وتم تنظيمها في فرقة بمجرد وصولها. تم تحويل الخمسة في النهاية إلى فرق بانزر عادية.
- الفرقة الخفيفة الأولى (قسم بانزر السادس لاحقًا)
- الفرقة الخفيفة الثانية (قسم بانزر السابع لاحقًا)
- الفرقة الخفيفة الثالثة (قسم بانزر الثامن لاحقًا)
- الفرقة الخفيفة الرابعة (قسم بانزر التاسع لاحقًا)
- فرقة أفريكا الخفيفة الخامسة (فرقة بانزر الحادية والعشرين لاحقًا)

تم تسمية الفرق «الخفيفة» الأخرى لأسباب أخرى، وتم إدراجها ضمن أقسام سلسلة المشاة.

### أنواع الفرق في السلسلة
كان العمود الفقري للهير (الجيش الألماني) هو فرقة المشاة. من بين 154 فرقة تم نشرها ضد الاتحاد السوفيتي في عام 1941، بما في تلك الاحتياطيات، كان هناك 100 مشاة و19 بانزر و11 بمحركات و9 أمنية وفافن-إس إس و 4 «خفيفة» و4 جبلية و1 شرطة قوات الأمن الخاصة و1 لسلاح الفرسان. كان لدى فرقة المشاة النموذجية في يونيو 1941 17,734 رجلًا تم تنظيمهم في الوحدات الفرعية التالية: 
- ثلاثة أفواج مشاة مع الموظفين ووحدات الاتصالات
  - ثلاث كتائب مع:
    - ثلاث سرايا مشاة
    - سريات مزودة بأسلحة ثقيلة

  - سرية واحدة مضادة للدبابات (الية.)
  - سرية مدفعية واحدة
  - وحدة استطلاع واحدة
- كتيبة مدمرة للدبابات مع:
  - ثلاث سريات (12 مدفع لكل منها من عيار3.7سم)
- فوج مدفعي واحد
  - ثلاث كتائب
    - ثلاث بطاريات
- كتيبة رائدة
- وحدة اتصالات واحدة
- كتيبة استبدال ميدانية
- التموين والطب البيطري والبريد والشرطة

كان لدى فرق المشاة الألمانية مجموعة متنوعة من التعيينات والتخصصات، على الرغم من ترقيمها في سلسلة واحدة. الاختلافات الرئيسية هي كما يلي:
القلعة (Festung)
تستخدم الفرق المنظمة غير القياسية لتحصين المواقع الحساسة. قد تتكون الكتائب الأصغر من كتيبتين أو ثلاث كتائب فقط.
غرينادير
عادة ما يشير التكريم لبناء الروح المعنوية إلى انخفاض القوة عند استخدامها بمفردها.
ياغر
تم تقليل حجمها بفوجين فقط مقارنةً بفرق المشاة العادية الثلاثة ومزودة بنقل أقل ومدفعية أخف. تم تدريب هذه الانقسامات للقتال في التضاريس الصعبة.
خفيفة (Leichte)
كانت هناك عدة معاني لمصطلح فرقة خفيفة في الفيرماخت:
- فرق المشاة الخفيفة الأولية. أخف من فرقة المشاة العادية؛ كان لديهم فوجين فقط وليس لديهم مدفعية ثقيلة. تم تحويل معظمهم إلى أقسام ياغر في عام 1942.
- فرقة إفريقيا الخفيفة. تم إنشاؤها جزئيًا بشكل مخصص وله تركيبة فريدة، على سبيل المثال بما في ذلك الوحدات العقابية، كانت عادةً أخف من فرق المشاة القياسية.
- الفرق الخفيفة. يمكن تصنيف أي فرقة بها نقص في الوحدات، مثل وجود فوجين فقط، أو وحدات دعم أقل إلى فرقة خفيفة. عادة ما يتم تطبيقه مؤقتًا فقط على الفرقة؛ سيتم سحب الوحدة المعنية من الأمام لإعادة تنظيمها وإعادة تسميتها مرة أخرى بعد استعادة الوحدات المفقودة والقوى العاملة.
- الفرق الخفيفة (الآلية) التي كانت أسلاف فرق البانزر.

مشاة آلية
عادة ما يتم تقليل الحجم مقارنًة بفرق المشاة العادي. أعيدت تسمية فرق المشاة الآلية إلى فرق المشاة المدرعة بانزرجرينادير في عام 1943.
فرق نومر
بدأت هذه الفرق دون أي نوع في اسمها (على سبيل المثال، الفرقة رقم 179)، على الرغم من أن بعضها اكتسب نوعًا فيما بعد (على سبيل المثال، فرقة بانزر رقم 179).
بانزرجرينادير
كما أنها مزودة بمحركات، ولكن مع المزيد من الأسلحة ذاتية الدفع وكتيبة إضافية من الدبابات أو المدافع الهجومية مدرعة بالكامل. هي الفرق الآلية المشار إليها من عام 1943 ولاحقًا.
الفرق الأمنية ( فرق Sicherungs)
مصممة للقيام بمهام المسح وتامين المناطق الخلفية؛ قد تتكون من كتيبتين مسلحتين أو عدد من الكتائب المستقلة.
ثابتة (bodenständige)
تاعني في النقل بما يكفي لتحريك مدفعيتها. كانت العديد من هذه الفرق التي تم ضبطها على الجبهة الشرقية وتم إرسالها غربًا لتكون بمثابة حاميات للدفاع الساحلي حتى تتوفر موارد كافية لإعادة تأهيلها.
فولكس غرينادير
إعادة تنظيم في أواخر الحرب مع حجم أقل وزيادة قوة النيران قصيرة المدى. أعيد تشكيل العديد من فرق المشاة المدمرة سابقًا أو التي تعرضت لأضرار بالغة على أنها فرق فولكس غرينادير، وأثيرت فرق جديدة أيضًا. تباينت معاركهم على نطاق واسع اعتمادًا على خبرة الوحدة والمعدات. ألا يتم الخلط بينه وبين فولكسشتورم وهي ميليشيا وطنية كان من المفترض أن يتم تنظيم الوحدات فيها من قبل قادة الحزب النازي المحليين؛ دربته قوات الأمن الخاصة؛ ويأتي تحت قيادة الفيرماخت في القتال.
ZbV
("zbV" هو اختصار يعني «للعمالة الخاصة») فرقة مخصصة تم إنشاؤها لتلبية متطلبات خاصة. (على سبيل المثال، فرقة zbV أفريقيا)
معظم التخفيضات في الحجم المذكورة أعلاه كانت بحوالي الثلث، إما عن طريق إزالة فوج المشاة أو إزالة كتيبة مشاة واحدة من كل من الأفواج الثلاثة.
تم رفع فرق المشاة على شكل اوفشتيلوفيلا أو موجات، ومجموعات من الفرق مع جدول قياسي للتنظيم والمعدات. بشكل عام، كانت الموجات اللاحقة (أي الفرق ذات الأعداد الأعلى) ذات جودة أقل من تلك السابقة.

#### الفرق المرقمة

##### 1 إلى 99
- فرقة المشاة الأولى
- فرقة المشاة الثانية (فرقة بانزر 12 لاحقا)
- فرقة المشاة الثالثة (فرقة بانزرجرينادير الثالثة لاحقا)
- فرقة المشاة الرابعة (فرقة بانزر الرابعة عشر لاحقا)
- 5th Infantry Division (later 5th Light Infantry Division, 5th Jäger Division)
  - Not related to the 5th Light Division.
- فرقة المشاة السادسة (فرقة المشاة السادسة لاحقا، فرقة فولكس غرينادير)
- فرقة المشاة السابعة
- فرقة المشاة الثامنة (فرقة المشاة الخفيفة الثامنة لاحقا، فرقة ياغر الثامنة)
- فرقة المشاة التاسعة (الفيرماخت) (فرقة المشاة فولكس غرينادير لاحقا)
- فرقة المشاة العاشرة (lفرقة المشاة العاشرة الالية لاحقا، فرقة غرينادير العاشرة)
- فرقة المشاة الحادية عشر (الفيرماخت)
- 12th Infantry Division (later 12th Volksgrenadier Division)
- فرقة بانزر الالية الثالثة عشر (فرقة بانزر الثالثة عشر لاحقا، فرقة بانزر فيلدرهنرهال 2)
- فرقة المشاة الرابعة عشر (فرقة المشاة الرابعة عشر الالية لاحقا، ثم عادت لتسمية فرقة المشاة الرابعة عشر)
- فرقة لوفتفافه المشاة الرابعة عشر
  - This unit was originally in the Luftwaffe as the 14th Luftwaffe Field Division.
- 15th Infantry Division
- فرقة بانزرجرينادير الخامسة عشر (فرقة المشاة الثالثة والثلاثين سابقا، فرقة بانزر الخامسة عشر)
  - ليس لها علاقة بفرقة المشاة الخامسة عشر.
- فرقة المشاة السادسة عشر (انقسمت فيما بعد –)
  - فرقة بانزر السادس عشر، و
  - فرقة المشاة الآلية السادسة عشر (فرقة بانزر غرينادير 16 لاحقا، فرقة بانزر 116)
- 16th <i id="mwAWs">Luftwaffe</i> Infantry Division (later 16th Volksgrenadier Division)
  - This unit was originally in the Luftwaffe as the 16th Luftwaffe Field Division.
- فرقة المشاة 17
- 18th Infantry Division (later 18th Motorised Infantry Division, 18th Panzergrenadier Division)
- فرقة فولكسغرينادير الثامنة عشر
  - Not related to the 18th Infantry Division.
- فرقة المشاة التاسعة عشر (later فرقة بانزر التاسعة عشر)
- فرقة غرينادير التاسعة عشر (later فرقة فولكس غرينادير التاسعة عشر)
  - This unit was originally in the Luftwaffe as the 19th <i id="mwAYU">Luftwaffe</i> Field Division (later 19th <i id="mwAYc">Luftwaffe Sturm</i> Division)
- 20th Motorized Infantry Division (later 20th Panzergrenadier Division)
- 21st Infantry Division
- فرقة المشاة 22 (later كتيبة الإنزال الجوي الثاني والعشرون، 22nd Volksgrenadier Division)
- فرقة المشاة 23 (فرقة بانزر 26 لاحقا)
  - After being reorganized as the 26th Panzer Division, some of the 23rd Infantry Division's original components were used to create a new 23rd Infantry Division.
- فرقة المشاة الرابعة والعشرين
- فرقة المشاة 25 (فرقة المشاة الالية 25 لاحقا، فرقة بانزرجرينادير الخامسة والعشرون)
- فرقة المشاة 26 (later 26th Volksgrenadier Division)
- 27th Infantry Division (later فرقة بانزر 17)
- 28th Light Infantry Division (later 28th Jäger Division)
- 29th Motorized Infantry Division (later 29th Panzergrenadier Division)
- 30th Infantry Division
- فرقة المشاة 31 (later 31st Grenadier Division, 31st Volksgrenadier Division)
- 32nd Infantry Division
- فرقة المشاة 33 (later 15th Panzer Division, 15th Panzergrenadier Division)
- 34th Infantry Division
- 35th Infantry Division (later 35th Volksgrenadier Division)
- 36th Infantry Division (later 36th Motorized Infantry Division, then 36th Infantry Division again, 36th Grenadier Division, and finally 36th Volksgrenadier Division)
- 38th Infantry Division
- 39th Infantry Division (later 41st Fortress Division, 41st Infantry Division)
- 41st Infantry Division (previously 39th Infantry Division, 41st Fortress Division)
- 42nd Jäger Division (previously 187th Reserve Division)
- 44th Infantry Division (later 44th Reichsgrenadier Division Hoch und Deutschmeister)
- فرقة المشاة 45 (later 45th Grenadier Division, 45th Volksgrenadier Division)
- 46th Infantry Division
- 47th Infantry Division (previously Division Nr. 156, 156th Reserve Division; later 47th Volksgrenadier Division)
- 48th Infantry Division (later 48th Volksgrenadier Division)
- 49th Infantry Division
- فرقة المشاة الخمسين
- فرقة المشاة 52 (later 52nd Field Training Division, 52nd Security Division)
- 56th Infantry Division
- 57th Infantry Division
- 58th Infantry Division
- 59th Infantry Division
- فرقة المشاة الستين (فرقة المشاة الالية الستين لاحقا Division, Panzergrenadier Division Feldherrnhalle, and Panzer Division Feldherrnhalle 1)
- 61st Infantry Division (later 61st Volksgrenadier Division)
- 62nd Infantry Division (later 62nd Volksgrenadier Division)
- 64th Infantry Division
- 65th Infantry Division
- 68th Infantry Division
- 69th Infantry Division
- 70th Static Infantry Division
- فرقة المشاة 71
- 72nd Infantry Division
- 73rd Infantry Division
- 75th Infantry Division
- 76th Infantry Division
- 77th Infantry Division
- 78th Infantry Division (later 78th Sturm Division, 78th Grenadier Division, 78th Volksgrenadier Division, and finally 78 Volks-Sturm Division)
- 79th Infantry Division (later 79th Volksgrenadier Division)
- 80th Infantry Division
- 81st Infantry Division
- 82nd Infantry Division
- 83rd Infantry Division
- 84th Infantry Division
- 85th Infantry Division
- 86th Infantry Division
- 87th Infantry Division
- 88th Infantry Division
- 89th Infantry Division
- 90th Light Infantry Division (previously the Division zbV Afrika; later 90th Light Afrika Division, 90th Panzergrenadier Division)
- فرقة المشاة 91 (later 91st Air Landing Division)
- 92nd Infantry Division
- 93rd Infantry Division
- 94th Infantry Division
- 95th Infantry Division (later 95th Volksgrenadier Division)
- فرقة المشاة 96
- 97th Light Infantry Division (later 97th Jäger Division)
- 98th Infantry Division
- 99th Light Infantry Division (later 7th Mountain Division)

##### من 100 إلى 199
- فرقة المشاة الخفيفة 100 (فرقة ياجر 100 بعد ذلك)
- فرقة المشاة الخفيفة 101 (فرقة ياجر 101 لاحقًا)
- فرقة المشاة 102
- فرقة ياجر 104
- فرقة المشاة 106
- فرقة المشاة 110
- فرقة ياجر 114
- 117 دائرة ياجر
- فرقة جايجر 118 (فرقة المشاة 718 سابقا)
- فرقة المشاة 121
- فرقة المشاة 122
- فرقة المشاة 126
- فرقة القلعة 133
- فرقة zbV 136
- فرقة zbV 140 (أيضًا شعبة الجبال التاسعة)
- فرقة الاحتياطية 141
- فرقة الاحتياطية 143
- فرقة الاحتياطية 147
- قامت فرقة الاحتياط 148 بإعادة تعيين فرقة المشاة 148 في سبتمبر 1944
- فرقة التدريب الميداني 149
- فرقة التدريب الميداني 150
- فرقة 151 (لاحقًا قسم الاحتياطي 151)
- فرقة 152
- فرقة 153 (لاحقًا 153 شعبة الاحتياط، 153 شعبة التدريب الميداني، 153 شعبة جرينادير)
- فرقة 154 (لاحقًا 154 شعبة الاحتياط، 154 شعبة التدريب الميداني، 154 فرقة المشاة)
- رقم القسم. 155 (قسم فيما بعد رقم 155 (م.)، Panzer Division Nr. 155، 155 بانزر احتياطي شعبة)
- 155 قسم التدريب الميداني (لاحقًا 155 فرقة المشاة)
  - غير متعلق بالقسم رقم. 155.
- رقم القسم. 156 (لاحقًا 156 فرقة الاحتياط، فرقة المشاة 47، فرقة فولكسغرينادير 47)
- فرقة الاستبدال الميدانية 156 (فرقة المشاة 156 لاحقًا)
- رقم القسم. 157 (لاحقًا 157 قسم الاحتياطي، 157 قسم الجبل، قسم الجبل الثامن)
- رقم القسم. 158 (لاحقًا 158 قسم الاحتياطي)
- فرقة المشاة 158
  - غير متعلق بالقسم رقم. 158.
- رقم القسم. 159 (لاحقًا الفرقة 159 الاحتياطية، فرقة المشاة 159)
- رقم القسم. 160 (لاحقًا 160 فرقة الاحتياط، 160 فرقة المشاة)
- فرقة المشاة 162 (الفرقة 162 التركمانية اللاحقة، مع القوات الأجنبية)
- فرقة المشاة 163
- فرقة المشاة رقم 164 (قسم الحصن لاحقًا Kreta ، والتي انقسمت إلى -)
  - لواء القلعة كريتا
  - 164th قسم أفريكا الضوء
- شعبة الاحتياطي 165
- شعبة الاحتياطي 166
- شعبة فولكسغرينادير 167th
- فرقة المشاة 168
- فرقة المشاة 169
- فرقة المشاة 170
- شعبة الاحتياطي 171
- شعبة الاحتياطي 172
- شعبة الاحتياطي 173
- شعبة الاحتياطي 174
- فرقة المشاة 176
- رقم القسم. 177
- فرقة المشاة 181
- شعبة الاحتياطي 182
- 183 فولكسغرينادير شعبة
- شعبة الاحتياطي 187 (شعبة Jäger 42 لاحقًا)
- رقم القسم. 188 (قسم الجبال الاحتياطي 188 لاحقًا، شعبة الجبل 188)
- 189 فرقة الاحتياط (فرقة المشاة 189 لاحقًا)
- شعبة الاحتياطي 191
- فرقة المشاة 196
- فرقة المشاة رقم 197
- فرقة المشاة 198
- فرقة المشاة 199

##### 201 إلى 999
- 201st Security Division
- 203rd Security Division
- 205th Infantry Division (previously 14th Landwehr Division)
- 206th Infantry Division
- 207th Infantry Division (later 207th Security Division)
- 208th Infantry Division
- 209th Infantry Division
- 210th Coastal Defense Division
- 211th Volksgrenadier Division
- 212th Infantry Division (later 578th Volksgrenadier Division, then renamed 212th Volksgrenadier Division)
- 213th Security Division
- 214th Infantry Division
- 215th Infantry Division
- 216th Infantry Division
- 217th Infantry Division
- 218th Infantry Division
- 219th Infantry Division
- 221st Security Division
- 223rd Infantry Division
- 225th Infantry Division
- 226th Infantry Division
- 227th Infantry Division
- 228th Infantry Division
- 230th Coastal Defense Division
- 232nd Infantry Division
- 233rd Panzergrenadier Division
- 237th Infantry Division
- 242nd Static Infantry Division
- 243rd Static Infantry Division
- 246th Volksgrenadier Division
- 250th Infantry Division (División Azul, the Spanish "Blue" Division in German service)
- 251st Infantry Division
- 253rd Infantry Division
- 254th Infantry Division
- 255th Infantry Division
- 256th Infantry Division (Later 256th Volksgrenadier Division)
- 257th Infantry Division (Later 257th Volksgrenadier Division)
- 258th Infantry Division
- 260th Infantry Division
- 264th Infantry Division
- 265th Infantry Division
- 267th Infantry Division
- 268th Infantry Division
- 269th Infantry Division
- 270th Fortress Infantry Division
- 271st Volksgrenadier Division
- 272nd Volksgrenadier Division
- 274th Static Infantry Division
- 275th Infantry Division
- 276th Volksgrenadier Division
- 277th Infantry Division (later 277th Volksgrenadier Division)
- 278th Infantry Division
- 280th Fortress Infantry Division
- 281st Security Division (later 281st Infantry Division)
- 285th Security Division
- 286th Security Division
- 291st Infantry Division
- 295th Infantry Division (later 295th Fortress Infantry Division)
- 297th Infantry Division
- 298th Infantry Division
- 300th Special Infantry Division
- 302nd Static Infantry Division (later 302nd Infantry Division)
- 305th Infantry Division
- 311th Infantry Division
- 319th Static Infantry Division
- 320th Infantry Division later 320th Volksgrenadier Division
- 325th Security Division
- 326th Infantry Division (later 326th Volksgrenadier Division)
- 327th Infantry Division
- 328th Infantry Division
- 329th Infantry Division
- 330th Infantry Division
- 331st Infantry Division
- 332nd Static Infantry Division (later 332nd Infantry Division)
- 333rd Infantry Division
- 334th Infantry Division
- 336th Infantry Division
- 337th Volksgrenadier Division
- 338th Infantry Division
- 340th Volksgrenadier Division
- 342nd Infantry Division
- 344th Static Infantry Division (later 344th Infantry Division)
- 345th Motorized Infantry Division
- 346th Infantry Division
- 347th Volksgrenadier Division
- 349th Volksgrenadier Division
- 352nd Infantry Division (later 352nd Volksgrenadier Division)
- 356th Infantry Division
- 359th Infantry Division
- 361st Volksgrenadier Division
- 362nd Infantry Division
- 363rd Volksgrenadier Division
- 367th Infantry Division
- 369th (Croatian) Infantry Division
- 371st Infantry Division
- 373rd (Croatian) Infantry Division
- 376th Infantry Division
- 381st Field Training Division
- 382nd Field Training Division
- 384th Infantry Division
- 385th Infantry Division
- 386th Motorized Infantry Division
- 388th Field Training Division
- 389th Static Infantry Division
- 390th Security Division
- 390th Field Training Division
- 391st Security Division
- 391st Field Training Division
- 392nd (Croatian) Infantry Division
- 402nd Training Division
- 403rd Security Division
- 416th Infantry Division
- 444th Security Division
- 454th Security Division
- 462nd Volksgrenadier Division
- 526th Reserve Division
- 538th Frontier Guard Division
- 541st Grenadier Division (later 541st Volksgrenadier Division)
- 542nd Grenadier Division (later 542nd Volksgrenadier Division)
- 543rd Grenadier Division
- 544th Grenadier Division (later 544th Volksgrenadier Division)
- 545th Grenadier Division (later 545th Volksgrenadier Division)
- 546th Grenadier Division
- 547th Grenadier Division (later 547th Volksgrenadier Division)
- 548th Grenadier Division (later 548th Volksgrenadier Division)
- 549th Grenadier Division (later 549th Volksgrenadier Division)
- 550th Grenadier Division
- 551st Grenadier Division (later 551st Volksgrenadier Division)
- 552nd Grenadier Division
- 553rd Grenadier Division (later 553rd Volksgrenadier Division)
- 558th Grenadier Division (later 558th Volksgrenadier Division)
- 559th Grenadier Division (later 559th Volksgrenadier Division)
- 560th Grenadier Division (later 560th Volksgrenadier Division)
- 561st Grenadier Division <i id="mwA9U">Ostpreußen 1</i> (later 561st Volksgrenadier Division)
- 562nd Grenadier Division <i id="mwA9g">Ostpreußen 2</i> (later 562nd Volksgrenadier Division)
- 563rd Grenadier Division (later 563rd Volksgrenadier Division)
- 564th Grenadier Division (later 564th Volksgrenadier Division)
- 565th Volksgrenadier Division
- 566th Volksgrenadier Division
- 567th Volksgrenadier Division
- 568th Volksgrenadier Division
- 569th Volksgrenadier Division
- 570th Volksgrenadier Division
- 571st Volksgrenadier Division
- 572nd Volksgrenadier Division
- 573rd Volksgrenadier Division
- 574th Volksgrenadier Division
- 575th Volksgrenadier Division
- 576th Volksgrenadier Division
- 577th Volksgrenadier Division
- 578th Volksgrenadier Division (previously 212th Infantry Division; later 212th Volksgrenadier Division)
- 579th Volksgrenadier Division
- 580th Volksgrenadier Division
- 581st Volksgrenadier Division
- 582nd Volksgrenadier Division
- 583rd Volksgrenadier Division
- 584th Volksgrenadier Division
- 585th Volksgrenadier Division
- 586th Volksgrenadier Division
- 587th Volksgrenadier Division
- 588th Volksgrenadier Division
- 600th (Russian) Infantry Division
- 606th Infantry Division
- 650th (Russian) Infantry Division
- 702nd Infantry Division
- 703rd Infantry Division
- 704th Infantry Division
- 707th Security Division
- 708th Infantry Division (later 708th Coastal Defense Division, 708th Volksgrenadier Division)
- 709th Static Infantry Division
- 710th Infantry Division
- 711th Infantry Division
- 712th Infantry Division
- 713th Infantry Division
- 714th Jäger Division
- 715th Infantry Division
- 716th Static Infantry Division (later 716th Volksgrenadier Division)
- 717th Jäger Division
- 718th Infantry Division (later 118th Jäger Division)
- 719th Infantry Division
- Division Nr. 805
- 999th Light Afrika Division

#### الفرق المسماة
- Führer Begleit Division (تم تشكيل وحدة مرافقة لحماية مقر الجبهة الشرقية لهتلر)
- <i id="mwBD8">شعبة الفوهرر غرينادير</i>
- فرقة بانزرجرينادير براندنبورغ
- فرقة بانزر فيلدرهنرهال (فرقة المشاة الستين سابقًا، فرقة المشاة الآلية الستين؛ قسم بانزر لاحقًا Feldherrnhalle 1)
- فرقة بانتسرغرانادیر غروس دویتشلاند
- قسم غرينادير - ليهر (قسم غرينادير 563 لاحقا)
- Jäger-Division Alpen
- تقسيم فون برويش / فون مانتيفيل (تونس نوفمبر 1942 - مايو 1943)
- Freiwilligen- Stamm -Division (Ostlegion -Division ؛ التركية، القوقاز، التتار، القوزاق والمتطوعون السوفييت الآخرون؛ نشطون في الغالب في فرنسا)

### الفرق الجبلية
- الفرقة الجبلية الأولى (قسم فولكسجيبيرجس الأول)
- الفرقة الجبلية الثانية
- الفرقة الجبلية الثالثة
- الفرقة الجبلية الرابعة
- الفرقة الجبل الخامسة
- الفرقة الجبل السادسة
- الفرقة الجبلية السابعة (فرقة المشاة الخفيفة التاسعة والتسعين سابقًا)
- الفرقة الجبلية الثامنة (الشعبة 157 سابقا، الشعبة 157، الشعبة 157)
- الفرقة الجبلية التاسعة (قسم الظل سابقًا Steiermark and Division zbV 140)
- الفرقة الجبلية الإحتياطية 188 (القسم 188 سابقًا، شعبة الجبال الاحتياطية 188)

### فرق التزلج
- فرقة التزلج الأولى

### فرق الفرسان
وفقا لديفيس، تم تقسيم فرق الفرسان مشاة خيالة وكانت فرق القوزاق «سلاح الفرسان الحقيقي»، على غرار فرق الفرسان الروسية.
- فرقة الفرسان الأولى (فرقة بانزر الرابعة والعشرون لاحقًا)
- فرقة الفرسان الثالثة
- فرقة الفرسان الرابعة
- فرقة الفرسان القوزاق الأولى (تم نقل هذه الوحدة إلى فافن-إس إس، حيث تم تقسيمها لتشكيل فرق الفرسان الأولى والثانية القوزاق كجزء من سلاح الفرسان القوزاق إس إس الخامس عشر)

### أقسام Landwehr
- فرقة <i id="mwBIc">لاندوير</i> 14 (فرقة المشاة 205 لاحقًا)
- فرقة لاندوير 97

### فرق المدفعية
- فرقة المدفعية الثامنة عشر (فرقة بانزر 18 سابقًا)
- فرقة المدفعية 309
- فرقة المدفعية 310
- فرقة المدفعية 311
- فرقة المدفعية 312
- فرقة المدفعية 397

### فرق الحصن المسماة
- قسم الحصن <i id="mwBJ0">Danzig</i>
- قسم القلعة <i id="mwBKA">فرانكفورت / أودر</i>
- قسم الحصن <i id="mwBKM">Gotenhafen</i>
- Fortress Division <i id="mwBKY">Kreta</i> (فرقة المشاة 164 سابقًا؛ في وقت لاحق 164 فرقة أفريكا الخفيفة)
- قسم القلعة <i id="mwBKo">Stettin</i>
- قسم القلعة <i id="mwBK0">Swinemünde</i>
- شعبة القلعة <i id="mwBLA">Warschau</i>

### فرق التدريب المسماة
- فرقة التدريب <i id="mwBLU">بايرن</i>
- فرقة التدريب <i id="mwBLg">كورلاند</i>
- فرقة التدريب <i id="mwBLs">نورد</i>

### فرق الاستبدال الميداني
- فرقة الاستبدال الميداني أ
- فرقة الاستبدال الميداني ب
- فرقة الاستبدال الميداني ج
- فرقة الاستبدال الميداني د
- فرقة الاستبدال الميداني E
- فرقة الاستبدال الميداني F

## البحرية (كريغسمارينه)

### فرق المشاة البحرية
- فرقة المشاة البحرية الأولى
- فرقة المشاة البحرية الثانية
- فرقة المشاة البحرية الثالثة
- فرقة المشاة البحرية الحادية عشر
- فرقة المشاة البحرية السادسة عشر
- فرقة المشاة البحرية Gotenhafen

## القوات الجوية (لوفتفافه)

### فرق هيرمان جورينج
نمت تشكيلات هيرمان غورينغ من مفرزة شرطة واحدة إلى سلاح مدرع كامل على مدار الحرب. كانت الصفة اللاحقة فالشيرم («مظليين») تكريمية بحتة.
- فرقة هيرمان جورينج (فرقة بانزر هيرمان جورينج لاحقًا، فرقة المظلات بانزر 1 هيرمان جورينج)
- فرقة فالشيرم-بانزرجرنادير 2 هيرمان جورينج

### الفرق المحمولة جوا
للحفاظ على سرية وجودها، تم تسمية أول فرقة ألمانية محمولة جواً كFlieger ("flier") في سلسلة فرق لوفتفافه التي تسيطر على الأصول الجوية بدلاً من القوات البرية التي تسمى فرقة فالشيرم السابعة (غالبًا ما تُترجم الفرقة الجوية السابعة - والتي انظر: فرقة المظليين الأولى. أعيد تنظيم الفرقة فيما بعد لبدء سلسلة من الفرق المحمولة جوًا. على الرغم من تسميتها بفالشيرم يجر («المظليين»)، إلا أن بعضها فقط شارك في عمليات الإنزال الجوي في الجزء الأول من الحرب، وعمل معظمهم كمشاة عاديين طوال فترة وجودهم. حصل الأشخاص الأقل عددًا على حالة النخبة وحافظوا عليها، لكن الجودة انخفضت بشكل عام بين الفرق ذات الأرقام الأعلى.
- فرقة المظليين الأولى (أبريل 1943 أصبحت فليجر الأولى الشلالات الأولى)
- فرقة المظليين الثانية
- فرقة المظلات الثالثة
- فرقة المظليين الرابعة
- فرقة المظليين الخامسة
- فرقة المظليين السادسة
- فرقة المظليين السابعة (مجموعة إردمان سابقًا، مجموعة مخصصة لأصول لوفتفافه على الجبهة الغربية)
- شعبة المظلة الثامنة
- شعبة المظلة التاسعة
- فرقة المظليين العاشرة
- فرقة المظليين الحادية عشر (بدأ تشكيلها في مارس 1945. قاتلت كمجموعات قتالية فقط)
- فرقة المظليين العشرون (أمر تشكيل 20 مارس 1945 في هولندا، من فرقة تدريب واستبدال المظليين. ومع ذلك لم يكتمل التكوين بعد الكادر.)
- فرقة المظليين الواحدة والعشرون (أمر تشكيلها 5 أبريل 1945 في هولندا، كفرقة تدريب ميداني. ومع ذلك لم يكتمل التكوين)

### الفرق الميدانية
كانت فرق لوفتفافه الميدانية هي فرق مشاة عادية تم تنظيمها من أفراد لوفتفافه التي تم توفيرها بعد منتصف الحرب بسبب أزمة القوى العاملة. كانت في الأصل وحدات لوفتفافه ولكن تم تسليمها لاحقًا إلى الجيش، مع الاحتفاظ بترقيمها ولكن مع ترقيم لوفتفافه لتمييزها عن الفرق ذات الأرقام المماثلة الموجودة بالفعل في الجيش.
- فرقة لوفتفافه الميدانية الأولى
- فرقة لوفتفافه الميدانية الثانية
- فرقة لوفتفافه الميدانية الثالثة
- فرقة لوفتفافه الميدانية الرابعة
- فرقة لوفتفافه الميدانية الخامسة
- فرقة لوفتفافه الميدانية السادسة
- فرقة لوفتفافه الميدانية السابعة
- فرقة لوفتفافه الميدانية الثامنة
- فرقة لوفتفافه الميدانية التاسعة
- فرقة لوفتفافه الميدانية العاشرة
- فرقة لوفتفافه الميدانية الحادية عشر
- فرقة لوفتفافه الميدانية الثانية عشر
- فرقة لوفتفافه الميدانية الثالثة عشر
- فرقة لوفتفافه الميدانية الرابعة عشر
- فرقة لوفتفافه الميدانية الخامسة عشر
- فرقة لوفتفافه الميدانية السادسة عشر
  - تم نقلها في النهاية إلى هير باسم فرقة المشاة لوفتفافه 16 (فرقة فولكسغرينادير السادسة عشر لاحقًا)
- فرقة لوفتفافه الميدانية السابعة عشر
- فرقة لوفتفافه الميدانية الثامنة عشر
- فرقة لوفتفافه الميدانية التاسعة عشر (لاحقًا فرقة لوفتفافه شتورم التاسعة عشر)
  - تم نقلها في النهاية إلى هير باسم 19th Grenadier Division (لاحقًا 19th Volksgrenadier Division)
- فرقة لوفتفافه الميدانية العشرون (لاحقًا قسم Luftwaffe Sturm العشرين)
- فرقة لوفتفافه الميدانية الحادية والعشرون (فرقة Meindl سابقًا، مجموعة مخصصة من موارد لوفتفافه)
- فرقة لوفتفافه الميدانية الثانية والعشرون (لم يتم تشكيلها، تم إرفاق وحداتها الفرعية بفرق أخرى حسب الحاجة)

### فرق التدريب
- فرقة تدريب لوفتفافه الأولى
- فرقة التدريب والإستبدال المجولقة انظر فرقة المظلات العشرين (الفيرماخت)

### الفرق المضادة للطائرات
وكانت هذه مقر للسيطرة المجاميع من مدفعية مضادة للطائرات («المدفعية المضادة للطائرات») الأصول بدلا من العادية الجمع بين الأسلحة الفرق المنظمة للقتال الأرضي.
- الشعبة الأولى لمكافحة الطائرات
- شعبة مكافحة الطائرات الثانية
- الفرقة الثالثة المضادة للطائرات
- شعبة مكافحة الطائرات الرابعة
- الشعبة الخامسة لمكافحة الطائرات
- قسم مكافحة الطائرات السادس
- شعبة مكافحة الطائرات السابعة
- شعبة مكافحة الطائرات الثامنة
- الفرقة التاسعة المضادة للطائرات (فقدت بالكامل في معركة ستالينجراد)
- الشعبة العاشرة لمكافحة الطائرات
- شعبة مكافحة الطائرات 11
- قسم مكافحة الطائرات الثاني عشر
- شعبة مكافحة الطائرات 13
- شعبة مكافحة الطائرات 14
- شعبة مكافحة الطائرات 15
- قسم مكافحة الطائرات السادس عشر
- 17 شعبة مكافحة الطائرات
- شعبة مكافحة الطائرات 18
- شعبة مكافحة الطائرات 19
- الشعبة العشرون لمكافحة الطائرات
- الشعبة الحادية والعشرون المضادة للطائرات
- شعبة مكافحة الطائرات 22
- شعبة مكافحة الطائرات 23
- قسم مكافحة الطائرات الرابع والعشرون
- الشعبة الخامسة والعشرون لمكافحة الطائرات
- قسم مكافحة الطائرات 26
- شعبة مكافحة الطائرات 27
- شعبة مكافحة الطائرات 28
- شعبة مكافحة الطائرات 29
- الشعبة 30 لمكافحة الطائرات
- شعبة مكافحة الطائرات 31

## Waffen-SS (Schutzstaffel)
تم طلب جميع الفرق في فافن إس إس في سلسلة واحدة تصل إلى 38، بغض النظر عن النوع. تم تعيين أولئك الموسومين بالجنسيات على الأقل اسميًا من تلك الجنسيات. كانت العديد من الوحدات ذات الأرقام الأعلى مجموعات قتالية صغيرة (Kampfgruppen)، أي فرق بالاسم فقط.
فرقة كيمبف المدرعة، وحدة مؤقتة من مكونات هير وفافن إس إس المختلطة.